# Aurélien Duval

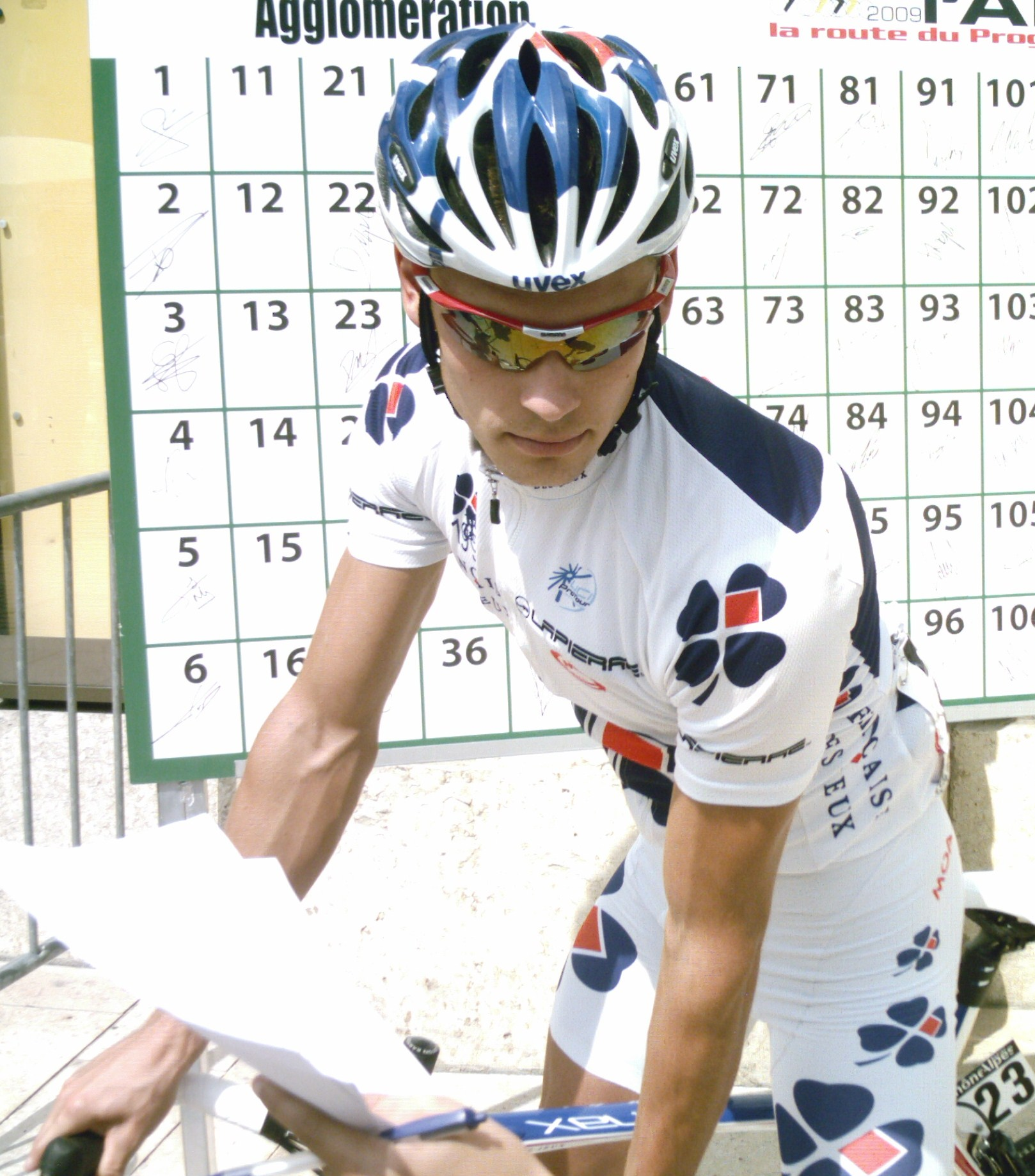
Aurélien Duval bei der Tour de l'Ain 2009

Aurélien Duval (* 29. Juni 1988) ist ein französischer Radrennfahrer.
Aurélien Duval wurde 2006 in Sedan französischer Meister im Cyclocross der Juniorenklasse. Auf der Straße wurde er Vizemeister im Straßenrennen und er gewann das Mannschaftszeitfahren bei dem Etappenrennen Liège-La Gleize. 2007 wurde er in der U23-Klasse Zweiter bei der nationalen Crossmeisterschaft und 2008 wurde er Meister. Beim U23-Weltcup in Liévin belegte Duval den zweiten Platz und in Hoogerheide wurde er Dritter. Bei den Cyclocross-Weltmeisterschaften in Treviso gewann er die Silbermedaille in der U23-Klasse. Auf der Straße gewann Duval 2008 das Eintagesrennen Boucles de la Marne. Ende des Jahres fuhr er für das französische UCI ProTeamLa Française des Jeux als Stagiaire. 2009 wurde Duval fest in das Team integriert.
Bei einem Dopingtest im Oktober 2009 wurde Duval positiv auf den Appetitzügler Norfenfluramin getestet. Nachdem das ebenfalls positive Ergebnis der B-Probe bekannt geworden war, wurde er im Januar 2010 vom Team entlassen. Zudem wurde er für zwei Jahre gesperrt.

## Erfolge
2006
- Französischer Meister – Cyclocross (Junioren)

2008
- Französischer Meister – Cyclocross (U23)

2012
- Französischer Meister – Cyclocross

## Teams
- 2008 Française des Jeux (Stagiaire)
- 2009 Française des Jeux